# Monumento a San Fernando (Sevilla)
El monumento a San Fernando es un monumento dedicado a Fernando III de Castilla, conquistador de Sevilla en 1248 y declarado santo por la Iglesia católica en 1671. Fue realizado por varios artistas y está ubicado en la plaza Nueva, en el barrio del Arenal, distrito Casco Antiguo.

## Historia

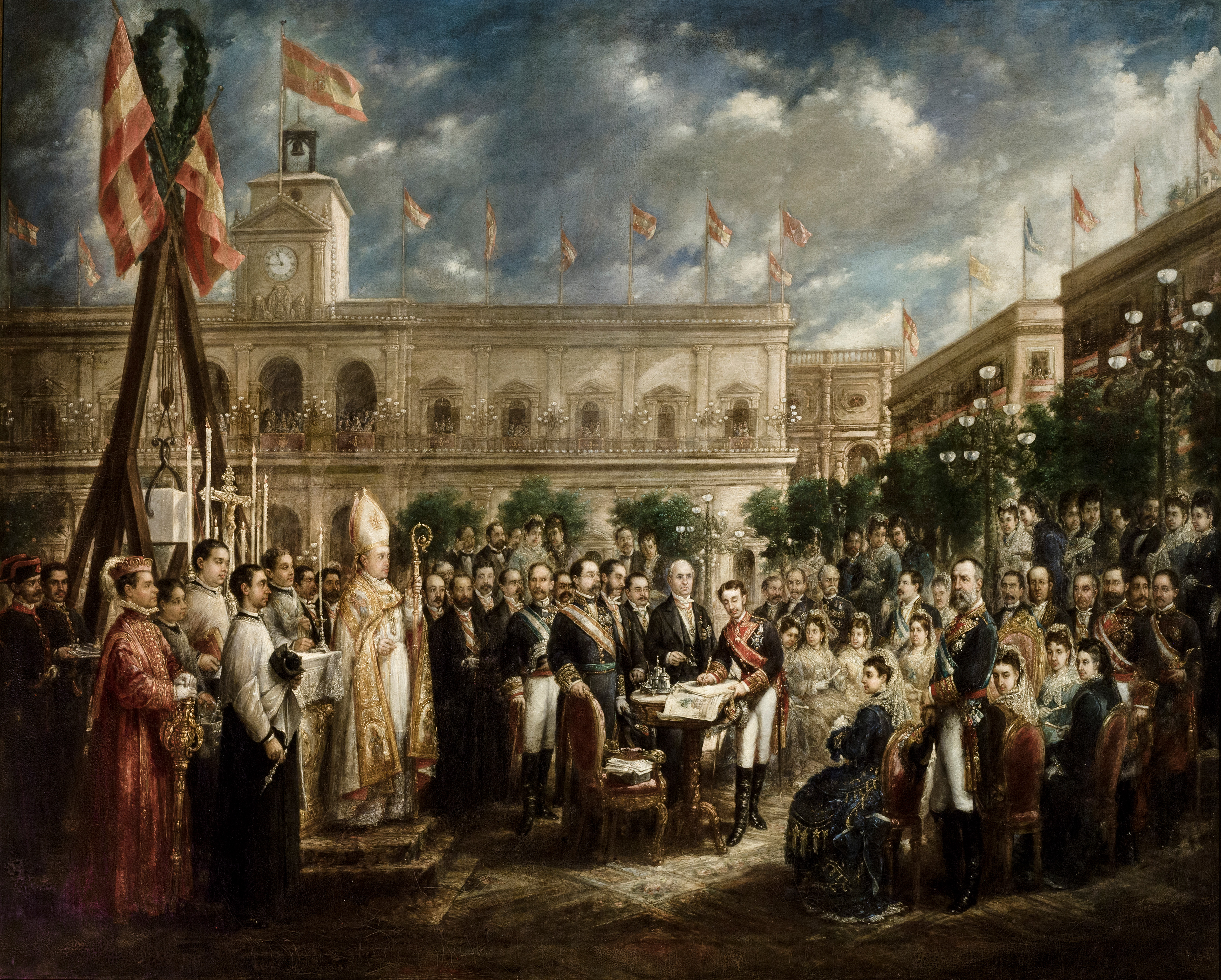
Colocación de la primera piedra del monumento a San Fernando. Este acto tuvo lugar en marzo de 1877. Al acto acudieron Alfonso XII, Isabel II, las infantas, Cánovas, el alcalde Ibarra, Silvela, el jefe de la oposición y el obispo

Tras la demolición del convento Casa Grande de San Francisco se diseñó en el solar la denominada actualmente plaza Nueva. En 1848 el ayuntamiento de la ciudad aprobó el proyecto presentado por Francisco Javier Cavestany para construir una gran fuente en la plaza, coronada por una estatua del rey san Fernando. El proyecto quedó aparcado hasta que fue rescatado en 1861, dedicando la plaza y la estatua a la reina Isabel II. Ésta declinó en 1862 a favor de la antigua idea.
El rey Alfonso XII puso la primera piedra del monumento el 27 de marzo de 1877, aunque pasaron cuarenta y siete años hasta que se colocó el monumento. Fue inaugurado el 15 de agosto de 1924 con una procesión extraordinaria de la Virgen de los Reyes.
Joaquín Bilbao diseñó un monumento en mayo de 1918 que contaba con una estatua ecuestre de san Fernando con un estandarte, no realizado. Posteriormente, Juan Talavera y Heredia diseñó un nuevo monumento que también contaba con una estatua ecuestre. Joaquín realizó esta escultura de san Fernando con un cetro. En el pedestal están las siguientes figuras:
- Alfonso X de Castilla: Hijo de Fernando III. Estatua realizada por Enrique Pérez Comendador.[3]
- Ramón de Bonifaz: Almirante. Estatua realizada por José Lafita Díaz.[3]
- Don Remondo: El segundo arzobispo de la archidiócesis tras la Reconquista. Estatua realizada por Alfonso López Rodríguez.[3]
- Garci Pérez de Vargas: Caballero. Estatua realizada por Agustín Sánchez-Cid.[3]

## Galería

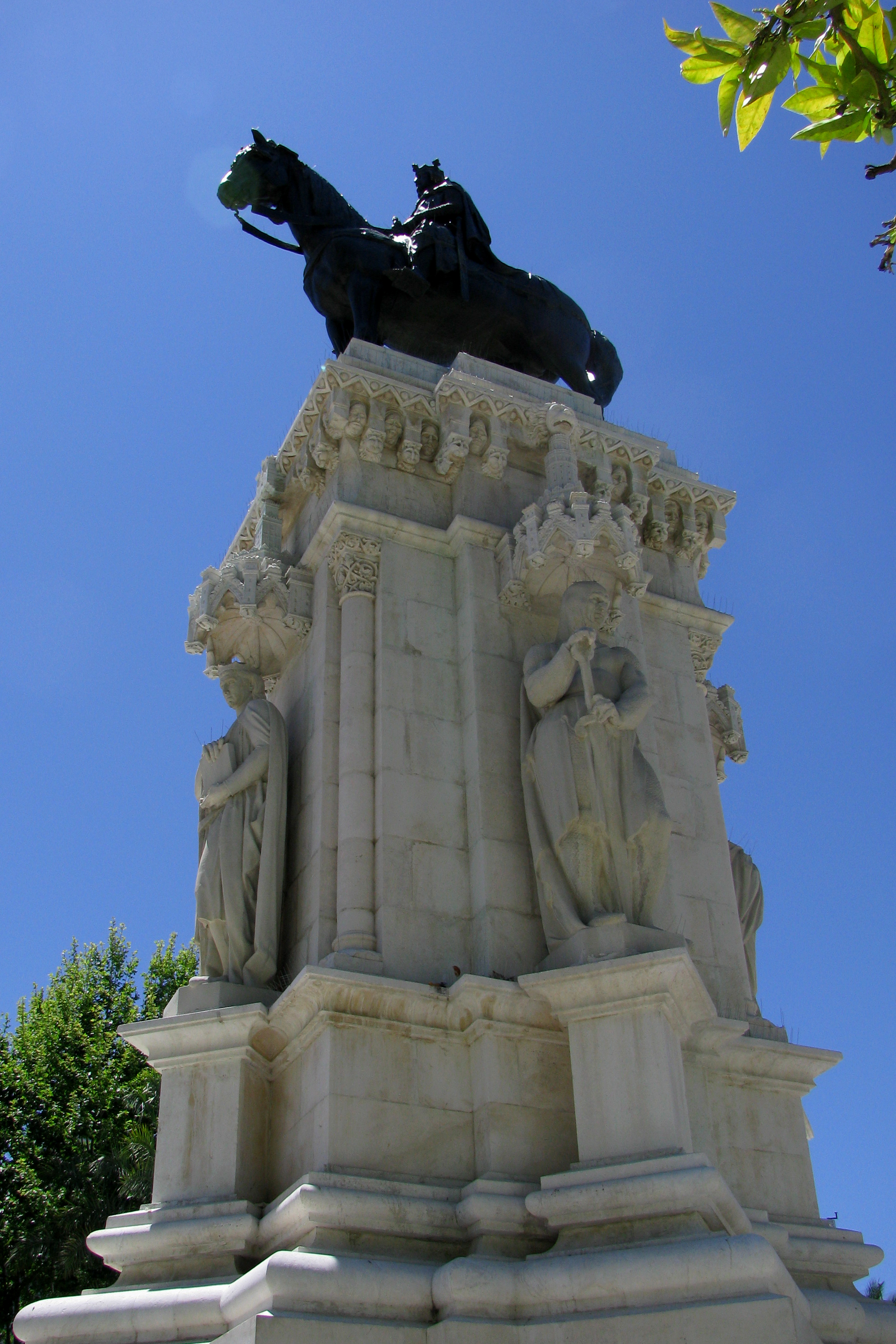
Monumento a San Fernando, desde abajo.
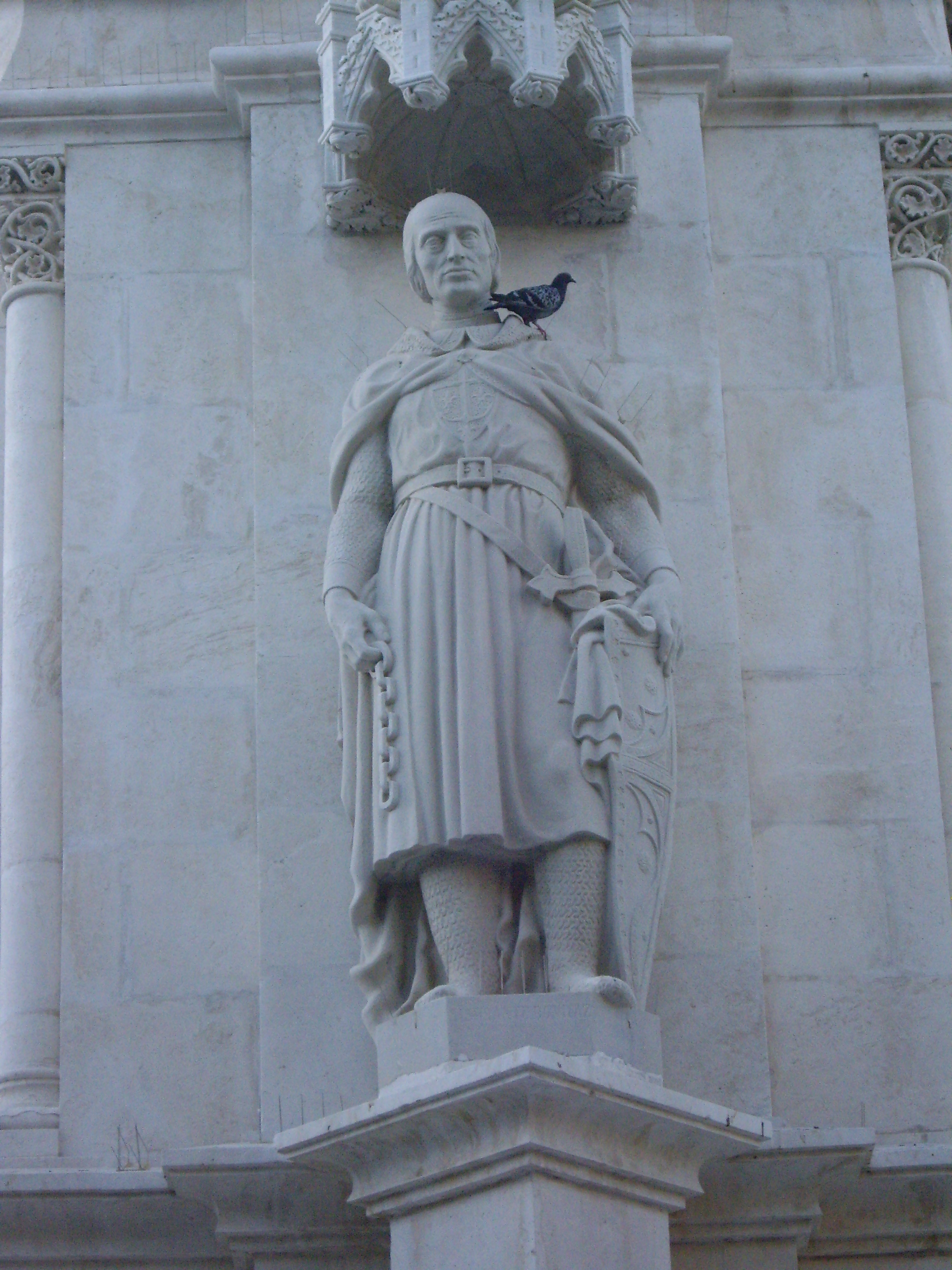
Ramón de Bonifaz. Aparece representado con las cadenas del Puente de Barcas de Sevilla en su mano derecha.
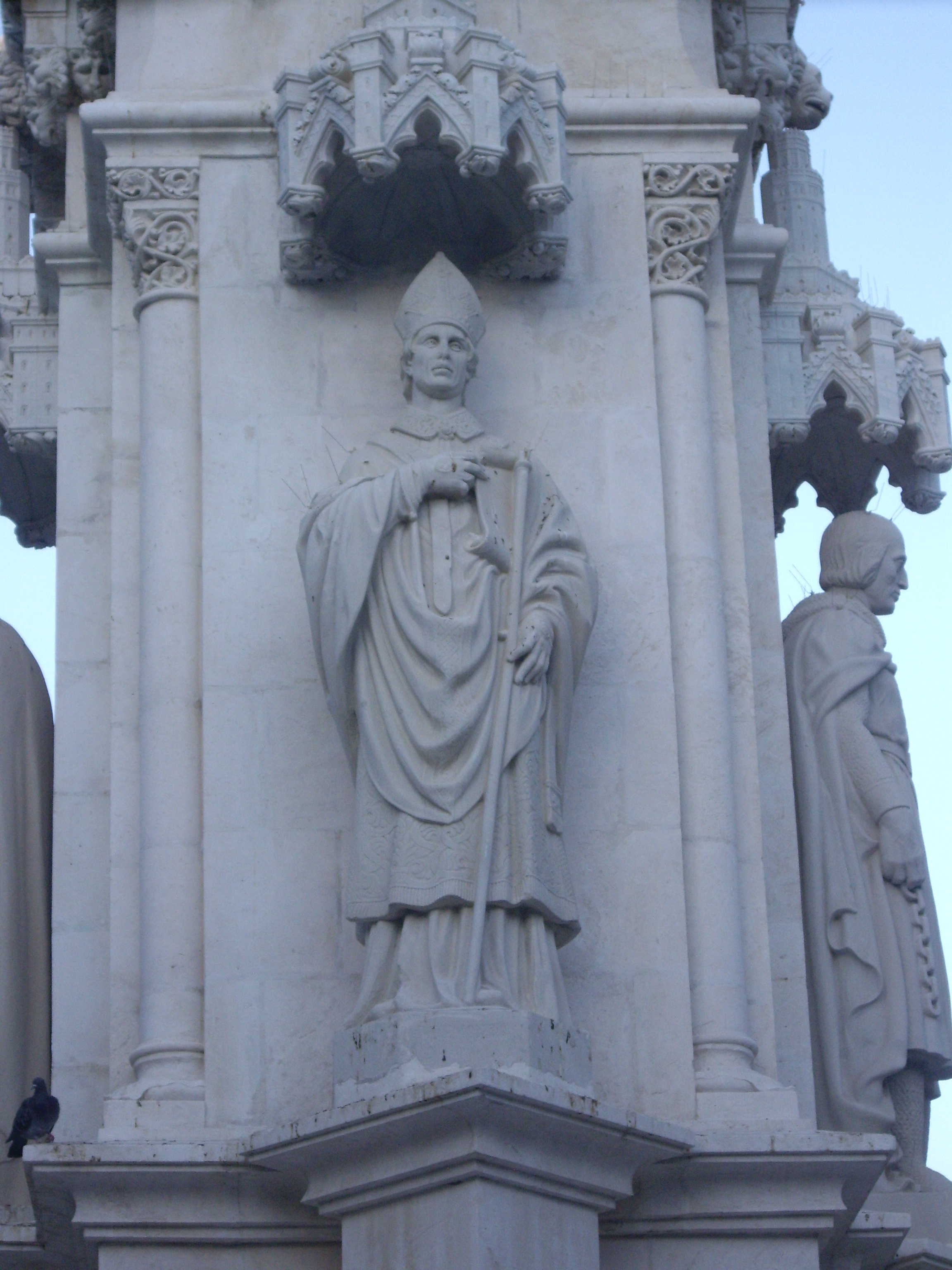
Don Remondo.
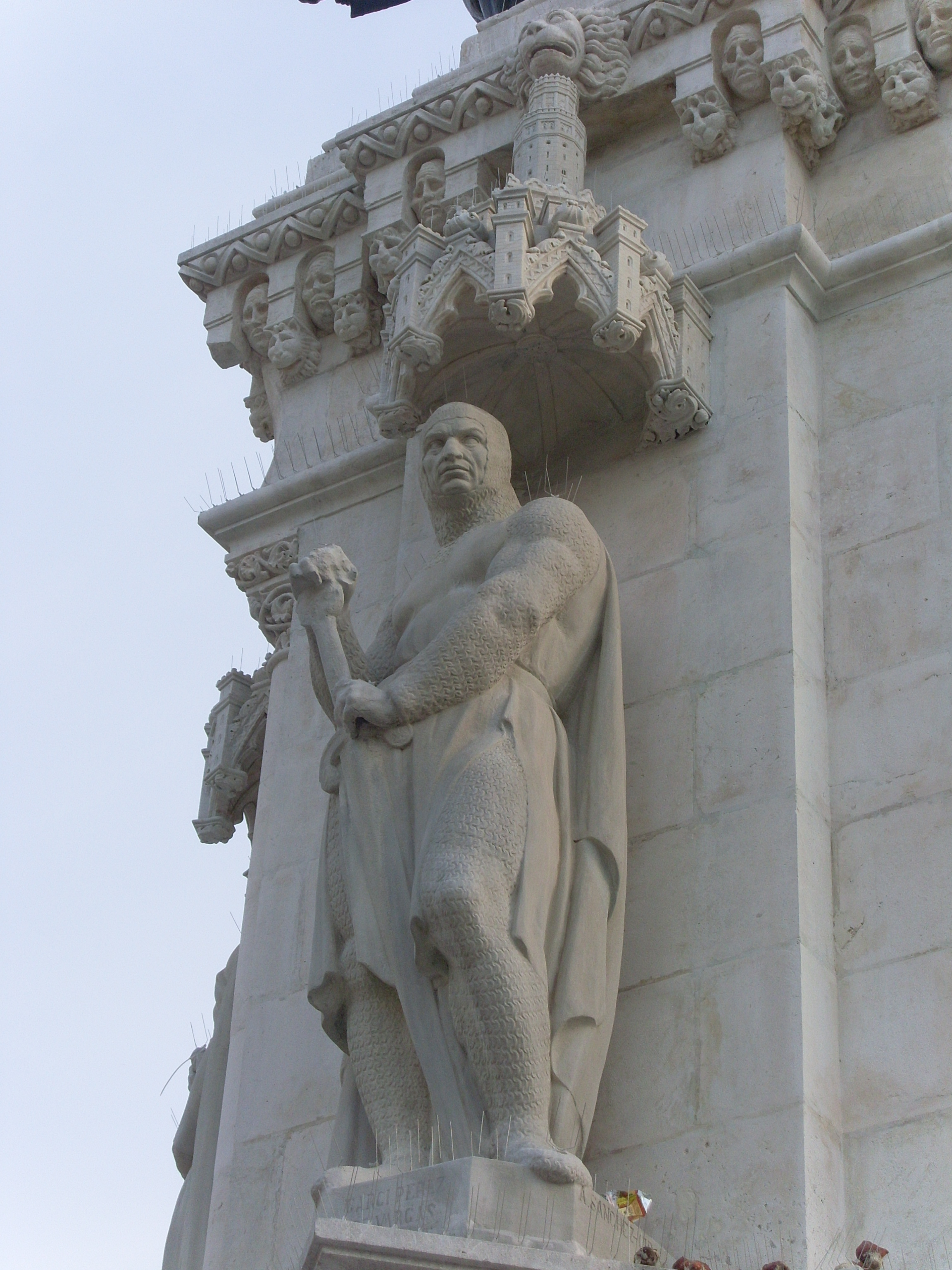
Garci Pérez de Vargas.
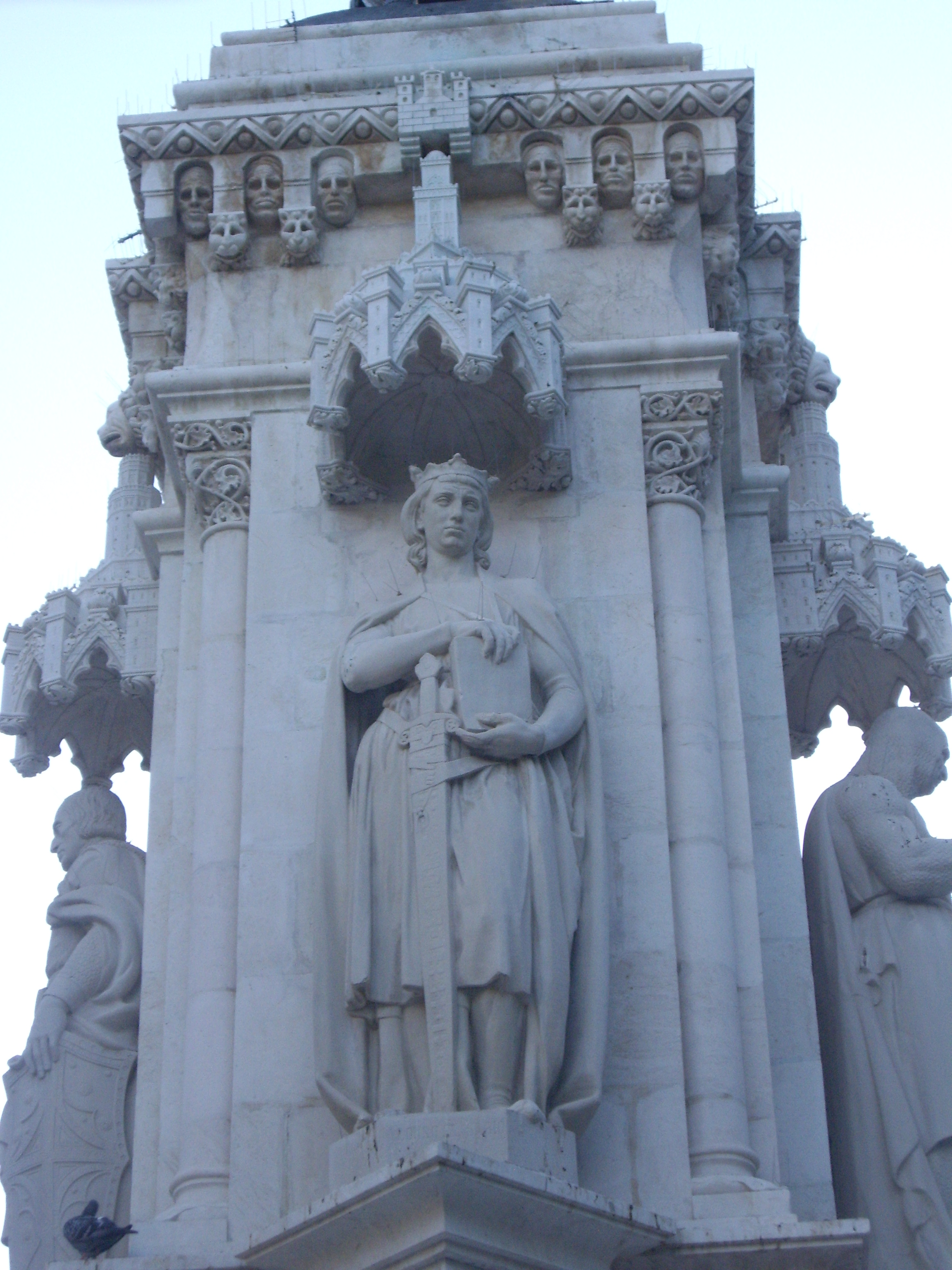
Alfonso X el Sabio.